# 新话
新話（英語：Newspeak）是喬治·奧威爾小說《一九八四》中設想的新人工語言，是大洋國的官方語言，被形容為「世界唯一會逐年減少詞彙的語言」。
奧威爾在小說的附錄，解釋過新話的原則：新話基於英語，但大量詞彙及文法被簡化、取代或取消，例如「好」（good）是指「喜歡老大哥」（to love Big Brother），而「壞」（bad）則已被「不好」（ungood）取代，結果，削弱人用不同方式及語句表達意見的能力，無法說出「老大哥是壞的」（Big Brother is bad），只能說「老大哥是不好的」（Big Brother is ungood）。這符合英格蘭社會主義（英社）的意旨，因為極權主義政府不會喜歡人有與政府不一致的思想或言論（思想犯罪），因此表達自由、革命等概念的詞語都已刪除，以阻止他們表達這些概念。
相對新話，原有的英語稱為「舊話」（Oldspeak）。依照計劃，會在2050年之前被完全取代。
以科學方法從根本認知進行改變请參考範式轉移。

## 創作意念
奧威爾創作新話的源起，最早見於他的《政治與英語》（Politics and the English Language），他慨嘆當時人運用英語的質素低劣，陳腔濫調的比喻修辭、矯揉造作的文字及無意義的詞語，導致思想模糊及思考缺乏邏輯。在文章的末段，奧威爾反思：
|  | 我說過語言腐壞可以救治。但反對者辯稱，語言不過反映社會的現實狀況，不可能透過小修小補，改變語言的發展。 |

於是奧威爾想到新話，蓄意削弱表達能力，以壓制異見聲音的工具。只要思想是建基於語言，語言的簡化和控制就是簡化和控制思想。
亦有人提出，奧威爾24歲時與姨媽同住在法國巴黎，姨丈Eugène Lanti是著名世界語學者和史達林批評者，由於奧威爾不能學好世界語，而對此表達模式有所厭惡。而在具有嚴密階級結構的組織，如瑞典軍方的術語中，亦使用「不和平」表示「戰爭」，用「不好」表達「壞」。

## 原則：減省、简化语言
新話的基礎是刪除語言的多變及模糊，餘下簡單的二分法：冷（cold）或不冷（uncold）而沒有溫暖（warm）；只有明亮（light）、不明亮（unlight），没有黑暗（dark）。只有好思想（goodthink）或有罪思想（crimethink）。新話的另一目標是通過減少詞語的音節使發音更加短促，例如思想警察（thinkpol）把兩音節的  縮略成單音節 、真理部（Ministry of Truth）簡化成 Minitrue，讓人們不需在語言上作深入思考（鴨語 ，像鴨一樣地說話）。理想的新話使詞彙越來越少，字典則越來越薄。
同時，用作比較修飾的詞語亦作簡化，例如優異（better）變成更好（gooder）、首選（best）變成最好（goodest）； 變成「加好」（plusgood）、「出色」（excellent） 或者 「了不起」（splendid） 變成雙加好（doubleplusgood）。新話的最終目標甚至是使簡單二分法變成單一的「是」（yes）：無論回答任何問題，人們將會條件反射地回答一個順從的「是」。

## 目的：控制、消滅思想
|  | 在2050年——可能更早——所有舊話所代表的真正知識都已經消失。過去所有的文學作品已經成為過去——它們會仍然存在——但是以新話的形式存在，這不只是形式的不同，而是與原文的原意大相逕庭。甚至是英社的文獻也會有所改變，口號也會變——在「自由」這個概念已經被刪的情況下，你怎能再說「自由就是奴役」？整個思想的模式都會轉變。但事實上根據現時對「思想」的定義，到時已經沒有思想。正統不是思想——不需要思想。正統是無意識的條件反射。 |

在新話中，「自由」（free）一詞仍然存在，但其意義僅限於免除、沒有、免費：這隻狗身上沒有虱子（This dog is free from lice）或這塊田沒有雜草（This field is free from weeds），而不能用在政治自由（politically free）或思想自由（intellectually free），政治自由和思想自由已經沒有字詞可以代表，所以相關概念亦已消失。其他如榮譽（honour）、正義（justice）、道德（morality）、科學（science）、宗教（religion）等乾脆消滅，或包含在思想犯罪（crimethink）或舊思想（oldthink）中，不再精確細分。
新話的簡單二分法，正如只有好思想（goodthink）或思想罪行（crimethink），也只有好性（goodsex）或性犯罪（sexcrime），只有為了繁殖人类的性才是好性，其他一切為了歡愉的性愛、同性戀、通姦等脫離正規性行為都通稱為性犯罪。而英社的演說家被稱為雙加好鴨話者（doubleplusgood duckspeaker），是極大的恭維。
在1984年，舊話仍未被完全取代，人們即使在使用新話仍然會記得舊話中「自由」的含意，但在一兩代人之後，由於他們在新話環境中成長，不會知道「自由」曾有「思想自由」的意義，問題也就消失。正如不懂中國象棋的人不會懂得「士」與「車」在棋盤上的意義。
负责编写新语第十一版的真理部研究司职员赛麦如是说：
|  | 你难道不明白，新语的的目地就是要要缩小思想的范围？最后我们要使得大家不可能思想犯罪，因为没有词汇可以表达。必须的词汇，就简化为一个词，并严格控制其含义，删除一切附带的意象......词汇越来越少，思想的范围就越来越小。没有人可以有理由或藉口思想犯罪。 |

新話的理論是如果某種事物不能表達，那麼就不能進行相關的思考；減少字詞數目就是縮窄思想範圍。這與薩丕爾-沃夫假說及路德維希·維根斯坦定理有關：語言的限制就是世界的限制。這衍生一個問題，事物是被語言定義還是人們主動地定義事物。例如，沒有造反二字，我們能否造反？吉恩·沃爾夫（Gene Wolfe）在他的《新太陽書》（The Book of New Sun）中以Ascian language反駁這個理論。
新話亦有統一思想的功能，例如「享樂營」（joycamp）其實是強制勞動改造的集中營；「錯誤引述」（malquoted）指媒體對黨和老大哥相關事務的錯誤闡釋，「錯版」（misprints）則是需要改正的文宣，均泛指不符合黨的思想精神的語言；用舊話來說，就是異見或反對聲音。尤有甚者，「肚感」（bellyfeel）代表人們不經思考而熱情地接受黨的教條，進而自行內化並使之成為心底的思想精神——那就是在肚子裏面的感覺——肚感。

## 文法
新语一般的词语同时可以充当名词和动词。在新语单词的名词形式后加上后缀“-ful”即构成形容词，加上后缀“-wise”构成副词。在动词形式后加上“-ed”构成过去式、过去分词，加上“-ing”构成动名词。例如：
| 词性     | 新语词汇       | 中文解释   |
| -------- | -------------- | ---------- |
| 名词     | crimethink     | 犯罪思想   |
| 动词     | crimethink     | 犯思想罪   |
| 形容词   | crimethinkful  | 犯罪思想的 |
| 副词     | crimethinkwise | 犯思想罪地 |
| 过去式   | crimethinked   | 犯思想罪   |
| 过去分词 | crimethinked   | 犯思想罪   |
| 动名词   | crimethinking  | 犯思想罪   |

新语中也包含少数的不规则的变化情况。例如：
| 名词     | 形容词       | 名词的中文释义 |
| -------- | ------------ | -------------- |
| Minitrue | Minitruthful | 真理部         |
| Miniluv  | Minilovely   | 友爱部         |
| Minipax  | Minipeaceful | 和平部         |

新语用“doubleplusgood”（双加好）来表示某人或某事极其好；反之，则用“doubleplusungood”（双加不好）。例如：
|  | Big Brother is doubleplusgood, Emmanuel Goldstein is doubleplusungood. 老大哥双加好，伊曼纽·高斯登双加不好。 |

## 词汇
新语的词汇分成不同类型的三类：A类词汇、B类词汇（又称复合词汇）、C类词汇。

### A类词汇
A类词汇包括日常生活中做各种事情时需要用到的词，例如：吃饭、喝水、穿衣等。这类词汇几乎完全由已有的单词组成——像“hit”、“run”、“dog”等。同我们当今的英语比起来，这些词汇的数量特别少，对其的定义却严格的多。这些词汇在新语中表达的是一个在理解上清晰无误的概念。因此完全不能使用A类词汇进行文学创作或者进行政治及哲学性讨论，该类词汇的作用就是表达简单及意图明确的想法，一般来说涉及的是具体事物或身体动作。

### B类词汇
B类词汇都是为了政治目的而有意创造出来的，也就是说，这些词不仅每个都具有政治含义，而且创造这些词的目的，就是让使用这些的人具有合乎需要的思想态度（热爱“老大哥”）。如果未能全面理解英社（英国社会主义）的原则，就难以运用这些词。
B类词汇都是复合词，由两个或两个以上的单词，或几个单词的部分组成。B类词汇完全不是按照词源学方案造出来的。构成B类词汇的单词可以是任何时态，以任何顺序排列，以及按照任何方式修改，其目的是使这些词易于发音。
B类词汇中有些词的含义非常隐晦，未能在整体上掌握这种语言的人很难理解这些词。例如：“Oldthinkers unbellyfeel Ingsoc」这句话，用“旧话”把它表达出来最简短的说法是“那些其观念在革命之前形成的人们对英国社会主义无法拥有感情上的充分理解”。然而这句话的翻译并不完整。首先，为理解上面所引的新语的全部含义，人们必须充分理解“Ingsoc”的含义；其次，只有精通英社的人，才能充分体会到“bellyfeel”的全部力量，他意味着如今难以想象的盲目而且热情的赞同。

### C类词汇
C类词汇是对另两类词汇的补充，完全由科技术语组成。

## 新语词汇列表
主条目：新语词汇列表

## 現實社會例子

### 政治正確
有論者指出為政治正確（Political correctness）而產生的字詞或雙言巧語亦是新話的一種表現，例如「平民傷亡」（civilian casualties）代替了帶攻擊意味的「謀殺」（murder）、「身體障礙」（physically challenged）代替有歧視意味的「殘障」（handicapped）、执政党代替有负面意义的党国等。
即使部份政治正確詞彙是為保護弱勢、中立觀點而存在，但仍然可以歸納出，透過改變或減省語言的字詞，將可得到各自的政治目的。
在冷戰期間，字詞的簡化則可見諸「法西斯主義」和「共產主義」，共產主義一詞在北約陣營已不再代表馬克思、恩格斯、列寧的學說，而是以敵對態度形容的華沙條約集團；同樣地，墨索里尼、佛朗哥、希特勒等人亦被模糊的「法西斯」或「納粹」概括其劣行。在西班牙內戰期間，或者可以形容，雙方最初是西班牙第二共和國共和黨人與民族主義者的衝突，但在語言暴力中最終演變成共產黨人對法西斯主義者的戰爭。
在現代商業社會，人們亦趨向以隱晦的用語表達負面的意思，例如以「挑戰」代替「困難」，甚或使用「障礙」或「機會」，以鼓勵積極正面的態度。

### 簡稱
|  | 名字的簡化，透過名與義的分離，可以巧妙地改變名字的原意。 |

與奧威爾處于同時代的蘇聯，就將俄文中的政治局 ，簡稱為 。而第二次世界大戰前的一些組織：蓋世太保（Gestapo）、共產國際（Comintern）、納粹（Nazi）等，亦有類似的縮略語。
1959年7月5日，印度尼西亞總統蘇加諾廢除民主制國會，成立政府，簡稱——雖然沒有證據證明蘇加諾讀過《一九八四》，但明顯是借用了本書中的縮略法。同樣地，印尼的政治犯（political prisoner）簡稱為 ，甚至連該些政治犯也是如此稱呼自己。

## 延伸閱讀
- Burgess, Anthony. Nineteen Eighty-Five（英语：1985 (Anthony Burgess novel)）. Boston: Little Brown & Co, 1978. ISBN 0-316-11651-3. Anthony Burgess discusses the plausibility of Newspeak.
- Green, Jonathon（英语：Jonathon Green）. Newspeak: a dictionary of jargon. London, Boston: Routledge & Kegan Paul, 1985, 1984. ISBN 0-7102-0673-9.
- "Find in a library: Newspeak: A dictionary of Jargon" （页面存档备份，存于）, by Jonathon Green（英语：Jonathon Green）. Retrieved 21 April 2006.
- Klemperer, Victor（英语：Victor Klemperer）. LTI - Lingua Tertii Imperii（英语：LTI - Lingua Tertii Imperii）: Notizbuch eines Philologen..  Original German language editions.
- Klemperer, Victor（英语：Victor Klemperer） & Watt, Roderick H. LTI - Lingua Tertii Imperii（英语：LTI - Lingua Tertii Imperii）: A Philologist's Notebook. Lewiston: E. Mellen Press, 1997. ISBN 0-7734-8681-X. An annotated edition of Victor Klemperer’s LTI, Notizbuch eines Philologen with English notes and commentary by Roderick H. Watt.
- Klemperer, Victor（英语：Victor Klemperer） & Brady, Martin (tr.). The language of the Third Reich: LTI - Lingua Tertii Imperii（英语：LTI - Lingua Tertii Imperii）: A Philologist's Notebook. London, UK; New Brunswick, NJ: Athlone Press, 2000. ISBN 0-485-11526-3 (alk. paper). Translated by Martin Brady.
- Young, John Wesley . Totalitarian Language: Orwell's Newspeak and Its Nazi and Communist Antecedents. Charlottesville: University Press of Virginia, 1991. ISBN 0-8139-1324-1. John Wesley Young wrote this scholarly work about Newspeak and historical examples of language control.
- An independent compilation of the Newspeak language
- The Principles of Newspeak
- George Orwell's 1984 （页面存档备份，存于）
- New Examples of Newspeak （页面存档备份，存于）